# Urbeis
Urbeis es una localidad y comuna francesa, ubicada en el departamento del Bajo Rin, y desde el 1 de enero de 2021, forma parte del territorio de la Colectividad Europea de Alsacia, en la región Grand Est.
Esta ciudad está situada en la región histórica y cultural de Alsacia, al pie de Climont en el Val de Villé. Fue un importante centro minero en el cual se extraía plata.

## Demografía
| 226 | 238 | 205 | 215 | 222 | 285 |
| Para los censos de 1962 a 1999 la población legal corresponde a la población sin duplicidades (Fuente: INSEE [Consultar]) |     |     |     |     |     |

## Historia
En el Valle de Urbeis no se han registrado, hasta el día de hoy, restos arqueológicos que se remonten a la prehistoria, la época romana o la Alta Edad Media. Sin embargo, este valle estuvo poblado desde épocas muy tempranas, como paso natural hacia Saint-Dié y Lorena.
Urbeis - deletreado Vrbeiz - y Bilstein se citan en el Habsburger Urbar de 1303 que enumera las posesiones de los Habsburgo porque, en esa fecha, el pueblo pertenecía a esta poderosa familia.
La localidad estuvo a la vanguardia en 1477 en el momento del asedio del castillo de Bilstein por parte de los residentes de Estrasburgo que querían liberar al conde de Nassau que estaba preso allí.
En el siglo XVI Urbeis, que compartía el destino del señorío de Villé, se comprometió con Müllenheim, se vendió a Bollwiller en 1551 y luego pasó a manos de los Fugger.
Luego, es la Guerra de los Treinta Años la que estalla destruyendo a su paso muchas casas y diezmando a la población. Pero el pueblo fue repoblado con población de habla francesa desde finales del siglo XVII. Los recién llegados trajeron su lenguaje, el dialecto Welche, y el estilo arquitectónico propio de las casas de los Vosgos. En la actualidad, a lo largo de la carretera que bordea el Giessen hay hermosas casas al estilo de los Vosgos.
Los acontecimientos de 1789 permiten que los aldeanos se administren; François Colin es el primer alcalde. En 1835, Urbeis adquirió un ayuntamiento-escuela. Durante el siglo XIX, la población sigue aumentando provocando miseria, emigración a París y Estados Unidos. Urbeis es uno de los pocos pueblos que todavía tiene un árbol Liberty plantado en 1848.
El comienzo del siglo XX verá una importante actividad minera en la localidad, la cual se detendrá en vísperas de la Primera Guerra Mundial. Urbeis estuvo muy cerca del frente y es una parada de la línea ferroviaria militar Lordonbahn.
En el ámbito espiritual, Urbeis, que forma parte del señorío de Albrechtstal, depende de la parroquia de Villé en la Edad Media, lo que obligaba a los fieles a recorrer 7 km para asistir a misa. Desde el siglo XVII, la creciente población francófona quería un vicario que supiera hablar francés, pero esto no se logró hasta 1760.
Una capilla dedicada a San Nicolás se menciona en 1665 pero parece que ya existía en el siglo XVI junto al antiguo cementerio. En 1752 se construyó un nuevo santuario en el centro de la ciudad para acoger a los fieles más numerosos. Pero fue arrasada en 1789 y reemplazada por la iglesia actual construida en parte con piedras de Bilstein. Desde la Edad Media hasta principios del siglo XX, el pueblo explotó numerosas minas de cobre, plomo y plata.

### Los anabaptistas de Climont

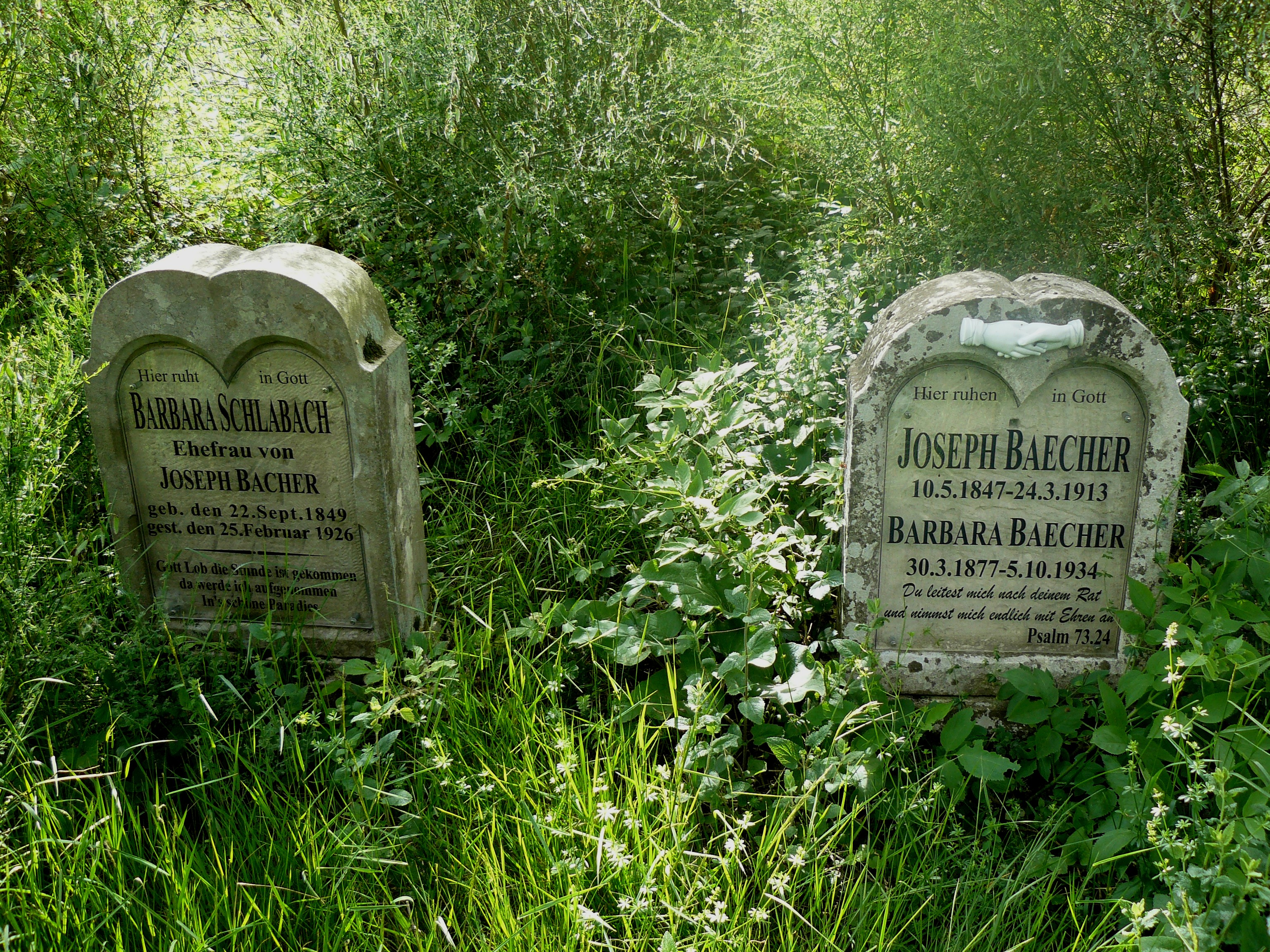
Lápidas del antiguo cementerio anabautista de Climont

La historia de Climont está íntimamente ligada a la llegada de los anabautistas que despejaron un bosque por completo para instalarse en este rincón pacífico y salvaje, lejos de las miradas. Fue el Zurlauben, quien en 1681, recibió del señorío de Villé y sus sucesores, el Choiseul-Meuse, quien trajo a los anabaptistas de Suiza. En este remoto lugar llamado «la Casa Blanca» ya existía una finca construida en 1551, que sigue siendo hoy una de las casas más antiguas del Val de Villé. Ella todavía está de pie hoy en día. El movimiento anabautista nació a principios del siglo XVI, en la época de la Reforma. Algunos seguidores tomarán posteriormente el nombre de menonitas, en memoria del holandés Menno Simons (1496-1561), fundador de esta doctrina pacifista. Los anabautistas germanoparlantes y protestantes formaron una comunidad originaria, en una región francófona y católica. Estos anabaptistas atrajeron personas reconocidas por sus habilidades en la agricultura. En vísperas de la Revolución, estos menonitas formaron una comunidad de 90 fieles, la mayoría de los cuales vivían en la vecina aldea de Hang. Durante el siglo XIX, reformadores y católicos vinieron a vivir a Climont. El aumento de población en la primera mitad del siglo XIX llevó al municipio de Urbeis a construir allí una escuela en 1861. En 1891 los protestantes construyeron allí un templo, pero actualmente en la aldea, compuesta por una quincena de viviendas principales y secundarias, pero ya no vive un solo menonita. El único testimonio material de su presencia es un pequeño cementerio privado abandonado, situado en medio de los prados, debajo de la carretera que conduce al Col de la Salcée. La comunidad de Hang es una de las últimas casas anabaptistas que aún existen en la región.

## Patrimonio

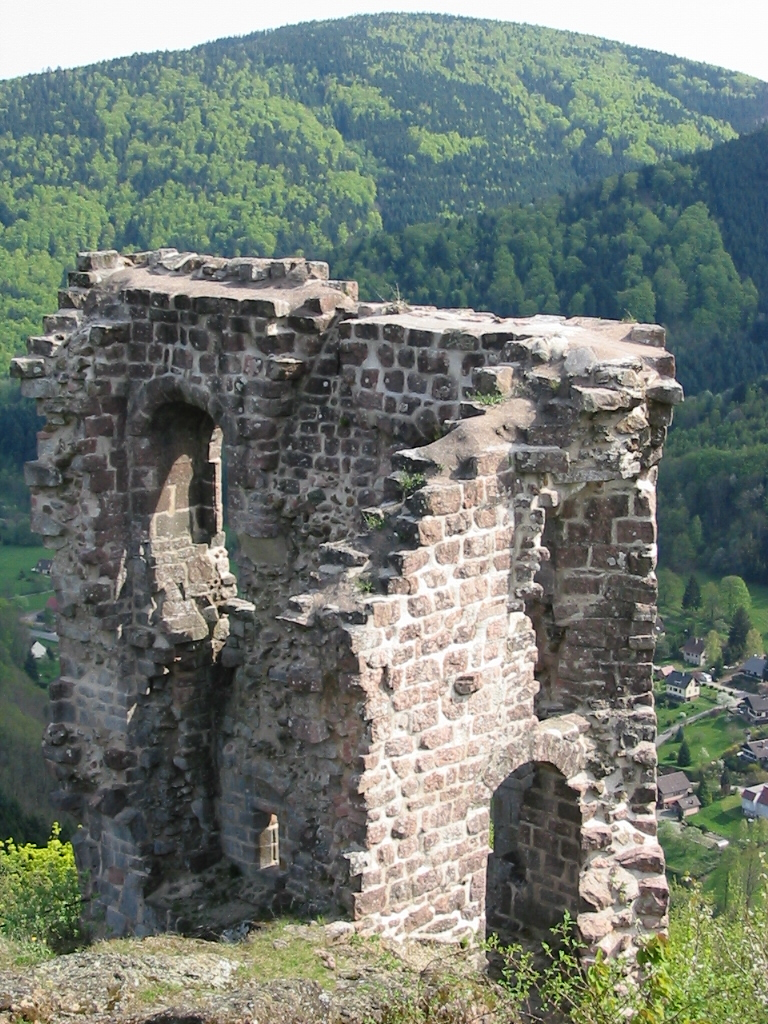
Ruinas del castillo de Bilstein.

- Castillo loreno de Bilstein
- Mina de Théophile.
- Iglesia de Saint Nicolas